# Estepa de San Juan
Estepa de San Juan és un municipi de la província de Sòria, a la comunitat autònoma de Castella i Lleó. És el tercer municipi espanyol amb menys població, després de Jaramillo Quemado amb 8 i Illán de Vacas amb 6. (2008)